# Casa Alexandru Philippide din Iași
Casa Alexandru Philippide din Iași, azi Laboratorul de testare a medicamentelor este un monument istoric situat în municipiul Iași, județul Iași. Este situată pe Str. Kogălniceanu Mihail 13. Clădirea a fost construită la sf. sec. al XIX-lea. Figurează pe noua listă a monumentelor istorice sub codul LMI: IS-II-m-B-03921.